# Roger IV de Foix
Roger IV (? - 24 de febrero de 1265), conde de Foix y vizconde de Castellbó y Cerdaña (Roger I) que sucedió a su padre Roger Bernardo II de Foix el Grande (Roger Bernardo I de Castellbó) a su fallecimiento en 1241.

## Orígenes familiares
Era hijo de Roger Bernardo II de Foix y de su primera mujer Ermesenda de Castellbó, descendiendo de Ramón Roger de Foix I y de Felipa de Moncada por línea paterna, mientras que por línea materna descendía de Arnau I de Castellbó y de su esposa Arnalda de Caboet.  
A través de su hermana Esclaramunda se emparentó con Ramón Folc V de Cardona y con Álvaro I de Urgel por su matrimonio con su hermanastra, Cecilia de Foix.

## Biografía
Ya era vizconde de Castelbó en el 1230 debido a su herencia materna, pero en el momento de ascenso al condado en el 1241 el sur de Francia se encontraba sumida en la Guerra de Saintonge con el norte y se resistió a la hora de unirse a la rebelión de su soberano feudal por parte de Foix, el conde de Tolosa y viejo aliado de su padre Raimundo VII de Tolosa, contra el rey de Francia, de quien era feudatario también por las tierras en Carcasona, alegando que el vasallaje al rey primaba sobre cualquier otro. 
El conde de Tolosa Raimundo VII reaccionó atacando Foix; su rebelión fue derrotada por el rey de Francia y hubo de capitular el 30 de noviembre de 1242, pero siguió combatiendo a Foix hasta que en enero de 1243 el rey le obligó a retirarse. Roger IV en represalia hizo homenaje directo al rey de Francia por las tierras del bajo condado, cuyo soberano feudal inmediato era el conde de Tolosa, que nunca aceptó esta situación.
Durante varios años las diferencias de Roger I de Castellbó (Roger IV de Foix) con el obispo de Urgel continuaron hasta que en 1257 el vizcondado de Castellbó dejó de ser feudo del condado de Urgel. También persiguió el catarismo, la herejía de su madre Ermesenda de Castellbò, para no tener problemas con la inquisición.
Igualmente también juro vasallaje a Jaime I de Aragón por los castillos de So y Querigut, además de por las villas de Évol y Estavar.

Murió el 24 de febrero de 1265 siendo enterrado en la Abadía de Bolbona junto a su padre a donde también había trasladado los restos de otros antepasados en 1251 y abadía que defendió frente a otras como la San Antonio de Pámies.

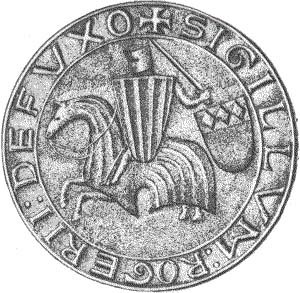
Sello de Roger IV de Foix mostrando un escudo de cuatro palos. Los condes de Foix usaron las armas de Aragón con un número variable de palos o bastones como armas de homenaje vasallático al rey de Aragón, al que se infeudaron en 1188. El primer escudo de armas de los condes de Foix aparece documentado en un sello con un escudo de seis palos pendiente de una carta de 1229 de Roger Bernardo II de Foix el Grande, tras haberse infeudado a Alfonso II de Aragón su padre Roger Bernardo I de Foix el Gordo, quien podría haber usado ya el mismo emblema en 1215.

## Matrimonio y descendencia
Casó con Brunisenda de Cardona con la que tuvo seis hijos: 
- Sibila, esposa de Eimerico IV, vizconde de Narbona;
- Esclaramunda de Foix, fallecida en 1316, esposa de Jaime II rey de Mallorca;
- Pedro, fallecido joven antes que su padre;
- Roger Bernardo III de Foix, sucesor como conde de Foix y vizconde de Castellbó y Cerdaña (y como señor de Andorra);
- Inés, fallecida en 1256, esposa de Esquivat I de Chabanas, conde de Bigorra y vizconde de Conserans; y
- Felipa, fallecida en 1304, esposa de Arnaldo I de Cominges-Couserans, conde de Pallars, vizconde de Conserans y de Villemur, señor de España.

Roger IV Tuvo además dos hijos bastardos: 
- Marquesa, casada con Pedro Andrieu;
- Oto, fallecido hacia 1332, ardiaca de Urgel y obispo de Carpentras.